# 花房直三郎

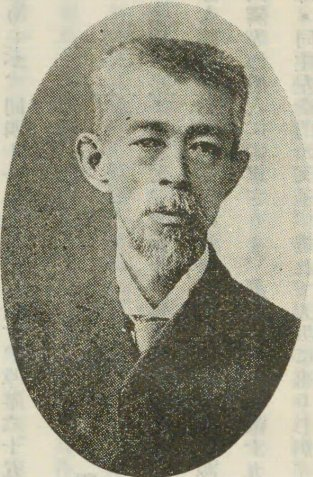
花房直三郎

花房 直三郎（はなぶさ なおさぶろう、安政4年11月3日（1857年12月18日） - 大正10年（1921年）4月2日）は、日本の統計学者、内閣官僚。法学博士。

## 経歴
岡山藩士花房端連の三男として岡山に生まれる。東京に出てドイツ語を学んだ後、太政官御用掛となった。その後、外務省に転じ、お雇い外国人ヘルマン・ロエスレルの通訳を務め、ロエスレルから法学・経済学を学び、特に統計学の研究に打ち込んだ。のち伊藤博文の知遇を得、伊藤が枢密院議長のときは枢密院書記官となり、第2次伊藤内閣が成立すると内閣総理大臣秘書官に就任した。その後、内閣統計局長に昇進し、人口調査の方法に改良を加え、官庁の発行する統計書類の刷新を図った。1916年（大正5年）に退官。
また、統計局長在任中の1899年（明治32年）、国際統計協会正会員に選出され、1906年（明治39年）にはベルギー中央統計委員に選出された。1908年（明治41年）、法学博士号を授与された。1914年（大正3年）にはアメリカ合衆国統計協会名誉会員に推薦された。
統計局長退任後も内閣統計局顧問を務め、1918年（大正7年）12月16日には錦鶏間祗候となった。1920年（大正8年）に国勢院が新設されると参与を務め、第1回国勢調査の準備にあたった。また論文を投稿するなど東京統計協会・統計学社の両統計団体に貢献した。
死後、内外の統計関係書及び各種官庁統計資料、明治から大正にかけての和漢書、1870年代から1910年位までに刊行された書籍といった蔵書は早稲田大学中央図書館に収蔵され、花房文庫が設置された。

## 栄典
位階
- 1886年（明治19年）7月8日 - 正七位[9][10]
- 1891年（明治24年）12月5日 - 従六位[9][11]
- 1894年（明治27年）2月28日 - 正六位[12]
- 1896年（明治29年）9月21日 - 従五位[13]
- 1898年（明治31年）12月10日 - 正五位[14]
- 1903年（明治36年）12月26日 - 従四位[15]
- 1908年（明治41年）12月26日 - 正四位[16]
- 1913年（大正2年）12月27日 - 従三位[17]
- 1916年（大正5年）4月21日 - 正三位[18]

勲章等
- 1889年（明治22年）11月29日 - 大日本帝国憲法発布記念章[19]
- 1895年（明治28年）
  - 10月31日 - 勲五等双光旭日章[20]
  - 11月18日 - 明治二十七八年従軍記章[21]
- 1899年（明治32年）6月20日 - 勲四等瑞宝章[22]
- 1903年（明治36年）6月26日 - 勲三等瑞宝章[23]
- 1907年（明治40年）2月11日 - 旭日中綬章[24]
- 1911年（明治44年）6月28日 - 勲二等瑞宝章
- 1912年（大正元年）8月1日 - 韓国併合記念章[25]

外国勲章佩用允許
- 1907年（明治40年）6月13日 - 大韓帝国：勲二等太極章[26]

## 親族
- 花房端連 - 父。初代岡山市長
- 花房義質 - 兄。朝鮮公使、ロシア公使、農商務次官、宮内次官、枢密顧問官、日本赤十字社社長。子爵。
- 花房満三郎 - 三男。文藝春秋編集長、文藝春秋新社取締役。
- 草鹿龍之介 - 三女の夫。海軍中将。
- 平山嵩 - 長女の娘婿。[27]